# Phyllonorycter lonicerae
Phyllonorycter lonicerae är en fjärilsart som först beskrevs av Tosio Kumata 1963.  Phyllonorycter lonicerae ingår i släktet guldmalar, och familjen styltmalar. Inga underarter finns listade i Catalogue of Life.